# 越獄

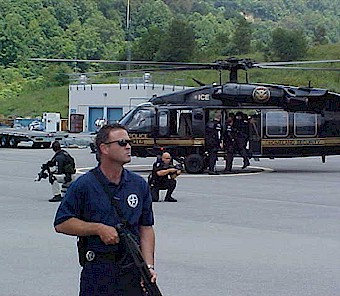
美國法警防備森嚴護送囚犯轉移，以防發生越獄。

越獄，或稱逃獄，指還押人士或在囚人士非法離開、逃離監獄或羈押的行為。
一般成功的越獄都需要精密的策劃和客觀條件支持，如監獄管理的鬆懈甚至管理人員內部的腐敗、囚犯們的默契和共識、對監獄內外環境的深入了解以及外部的幫助等。缺乏支援的個人越獄一般較難成功，尤其在現代美國的聯邦一級監獄中，已經很少發生越獄。
如果囚犯越獄後被重新逮捕，一般都會因此加重刑罰。
歷史上有多次十分著名的越獄事件，例如英國18世紀的著名強盜傑克·雪柏德成功越獄；1962年舊金山灣的著名重刑犯監獄「惡魔島」，共有3名囚犯集體越獄，不知去向。也有戰俘的越獄，如南北戰爭時期的利比越獄，1943年二戰時期盟軍將士的大逃亡等。
越獄在文學藝術上也是一個常見的題材，尤其是在有關監獄的作品中。維克多·雨果的巨著《悲慘世界》的主角尚萬強年輕時就多次越獄。1994年的電影《刺激1995》和2005年的電視劇《越獄風雲》也是以越獄為主題。

## 中華民國越獄事件
- 1970年泰原事件
- 1987年岩灣事件
- 1994年徐開喜、詹龍欄、蔡正鳳台北看守所越獄事件
- 2015年高雄監獄挾持事件

## 中华人民共和国越狱事件
- 2008年河北保定监狱越狱事件
- 2009年内蒙古自治区呼和浩特第二监狱越狱事件
- 2010年哈尔滨黎明监狱两逃犯越狱事件
- 2014年哈尔滨在囚犯人越狱事件
- 2021年朱贤健越狱事件

## 外部連結
- 越獄的工具 （页面存档备份，存于）

1. ↑  中華民國刑法第161條第一項：依法逮捕、拘禁之人脫逃者，處三年以下有期徒刑。